# عبد العزيز نور
عبد العزيز نور شيخ مواليد 18 يناير 1999 في جدة، السعودية، هو لاعب كرة قدم صومالي  من مواليد السعودية يلعب حالياً لصالح نادي الوحدة الذي ينافس في الدوري السعودي للمحترفين.

## مسيرة اللاعب
لعب في الفئات السنية في النادي الأهلي ونادي النهضة ونادي الوحدة.

## روابط خارجية
- عبد العزيز نور على موقع قاعدة بيانات كرة القدم.إي يو (الإنجليزية)
- عبد العزيز نور على موقع Soccerway.com (الإنجليزية)